# 维埃纳堡
维埃纳堡（法語：Vienne-le-Château，法語發音：[vjɛn lə ʃato]）是法国马恩省的一个市镇，位于该省东北部，属于香槟沙隆区。

## 地理
维埃纳堡（49°11'27"N, 4°53'16"E）面积51.36 平方千米，位于法国大東部大區马恩省，该省份为法国东北部内陆省份，北起阿登省，西北接埃纳省，西南接塞纳-马恩省，南至奥布省，东南接上马恩省，东临默兹省。
与维埃纳堡接壤的市镇（或旧市镇、城区）包括：比纳尔维尔、布勒耶、拉沙拉德、蒙布兰维尔、阿戈讷地区弗洛朗、穆瓦尔蒙、阿戈讷地区圣托马、塞尔翁-梅尔济库尔、维埃纳城、阿戈讷地区瓦雷讷。

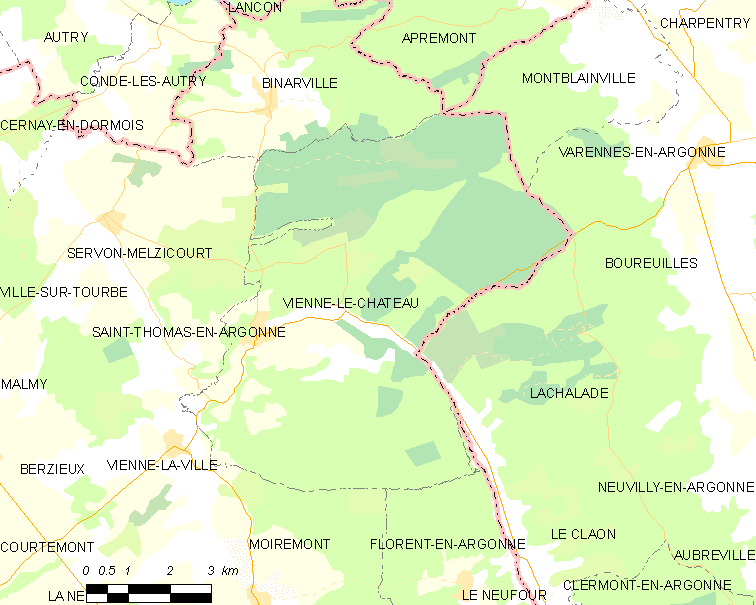
维埃纳堡的OSM定位图

维埃纳堡的时区为UTC+01:00、UTC+02:00（夏令时）。

## 行政
维埃纳堡的邮政编码为51800，INSEE市镇编码为51621。

## 政治
维埃纳堡所属的省级选区为阿戈讷-叙普-韦勒县。

## 人口

1962-2008年间维埃纳堡人口变化图示

维埃纳堡于2022年1月1日时的人口数量为515人。